# Liocranum kochi
Espèce
Liocranum kochi est une espèce d'araignées aranéomorphes de la famille des Liocranidae.

## Distribution
Cette espèce est endémique de Slovaquie.

## Description
Le mâle holotype mesure 5,2 mm.

## Publication originale
- Herman, 1879 : Magyarország pók-faunája. Budapest, vol. 3, p. 1-394.